# Dorndorf
Dorndorf è una frazione del comune tedesco di Krayenberggemeinde.

## Storia
Nel 2013 il comune di Dorndorf venne fuso con il comune di Merkers-Kieselbach, formando il nuovo comune di Krayenberggemeinde.

## Geografia antropica

### Suddivisioni amministrative
Il territorio comunale si divideva in tre zone (Ortsteil), corrispondenti al centro abitato di Dorndorf e a due frazioni:
- Dorndorf (centro abitato)
- Dietlas
- Kirstingshof

## Amministrazione

### Gemellaggi
Dorndorf è gemellato con:
- Philippsthal (Werra), dal 1990